# Mitt innersta rum (musikalbum)
Mitt innersta rum är Karin Glenmarks första soloalbumet, utgivet 1984. Albumet spelades in i GlenStudio under perioden januari till mars 1984. Med på albumet finns tre duetter med hennes bror Anders Glenmark, med vilken hon senare bildade duon Gemini. Titelspåret spelades även in av Kikki Danielsson 1985 på albumet Bra vibrationer.

## Låtlista

### Sida 1
1. "Mitt innersta rum"
2. "Du man"
3. "Aftonfalken"
4. "Kärleken är svår att fånga" (med Anders Glenmark)
5. "Du, jag eller vi?"

### Sida 2
1. "Kall som is" (med Anders Glenmark)
2. "Välj din väg"
3. "Flyga fri" (med Anders Glenmark)
4. "Du blir en del av mej"
5. "Gipsy, Gipsy"